# Dark Adrenaline
Dark Adrenaline è il sesto album in studio del gruppo musicale italiano Lacuna Coil, pubblicato il 24 gennaio 2012 dalla Century Media Records.

## Descrizione
Anticipato dai singoli Trip the Darkness e Kill the Light, l'album è stato prodotto da Don Gilmore (Linkin Park, Bullet for My Valentine) e missato da Marco Barusso (Modà, Laura Pausini, Eros Ramazzotti).

## Tracce
Testi di Cristina Scabbia, Andrea Ferro e Don Gilmore, musiche di Marco Coti Zelati, Cristiano "Pizza" Migliore, Marco "Maus" Biazzi e Cristiano "Criz" Mozzati, eccetto dove indicato.
1. Trip the Darkness – 3:12
2. Against You – 3:51
3. Kill the Light – 3:26
4. Give Me Something More – 3:56
5. Upside Down – 3:04
6. End of Time – 3:53
7. I Don't Believe in Tomorrow – 4:12
8. Intoxicated – 3:48
9. The Army Inside – 3:12
10. Losing My Religion – 3:42 (Bill Berry, Peter Buck, Mike Mills, Michael Stipe) – originariamente interpretata dai R.E.M.
11. Fire – 2:55
12. My Spirit – 5:50

Traccia bonus
1. Soul Inmate – 3:22

## Formazione
- Cristina Scabbia – voce
- Andrea Ferro – voce
- Marco Coti Zelati – basso
- Marco Emanuele Biazzi – chitarra
- Cristiano Migliore – chitarra
- Cristiano Mozzati – batteria

## Classifiche
| Classifica (2012) | Posizione massima |
| ----------------- | ----------------- |
| Belgio (Fiandre)  | 70                |
| Belgio (Vallonia) | 59                |
| Finlandia         | 34                |
| Francia           | 78                |
| Germania          | 36                |
| Italia            | 18                |
| Paesi Bassi       | 79                |
| Regno Unito       | 48                |
| Regno Unito       | 4                 |
| Spagna            | 77                |
| Stati Uniti       | 15                |
| Svizzera          | 53                |